# Hemisemidalis barnardi
Hemisemidalis barnardi is een insect uit de familie van de dwerggaasvliegen (Coniopterygidae), die tot de orde netvleugeligen (Neuroptera) behoort. 
De wetenschappelijke naam Hemisemidalis barnardi is voor het eerst geldig gepubliceerd door Kimmins in 1935.